# The Falklands Maritime Heritage Trust
The Falklands Maritime Heritage Trust (englisch, kurz FMHT) ist eine britische Stiftung mit Sitz in London, die sich um die Bewahrung des Erbes der zivilen und militärischen Seefahrt um die Falklandinseln und benachbarter Gewässer bemüht.
Gegründet wurde die Stiftung im Oktober 2014 unter anderen vom britischen Unterwasserarchäologen Mensun Bound (* 1953) und Donald Alexander Lamont (* 1947), Gouverneur der Falklandinseln von 1999 bis 2002. Ziel der Stiftung ist die Dokumentation, Konservierung und bei Bedarf Restaurierung von kulturgeschichtlich bedeutsamen Dokumenten und anderen Artefakten, zu denen unter anderen erhaltene Schiffe, Wracks, Ausrüstungsgegenstände, Logbücher und weitere Aufzeichnungen gehören. Die Stiftung finanziert zu diesem Zweck wissenschaftliche Expeditionen. Bedeutsame Erfolge der Stiftung waren der Fund der Wracks der im antarktischen Weddellmeer gesunkenen Endurance im Rahmen der Expedition Endurance22 sowie der vor den Falklandinseln gesunkenen Scharnhorst.